# Rajd Tysiąca Jezior 1970
Rajd 1000 Jezior 1970 (20. Jyväskylän Suurajot - Rally of the 1000 Lakes) – 20. edycja rajdu samochodowego Rajdu 1000 Jezior rozgrywanego w Finlandii. Rozgrywany był od 20 do 23 sierpnia 1970 roku. Była to czternasta runda Rajdowych Mistrzostw Europy w roku 1970.

## Klasyfikacja rajdu
| Miejsce                                            | Kierowca                                           | Pilot                                              | Samochód                                           | Czas                                               | Strata                                             |                                                    |
| Klasyfikacja generalna, ERC i mistrzostw Finlandii | Klasyfikacja generalna, ERC i mistrzostw Finlandii | Klasyfikacja generalna, ERC i mistrzostw Finlandii | Klasyfikacja generalna, ERC i mistrzostw Finlandii | Klasyfikacja generalna, ERC i mistrzostw Finlandii | Klasyfikacja generalna, ERC i mistrzostw Finlandii | Klasyfikacja generalna, ERC i mistrzostw Finlandii |
| -------------------------------------------------- | -------------------------------------------------- | -------------------------------------------------- | -------------------------------------------------- | -------------------------------------------------- | -------------------------------------------------- | -------------------------------------------------- |
| 1.                                                 | Hannu Mikkola                                      | Gunnar Palm                                        | Ford Escort Twin Cam                               | 4:36:52                                            | 0.0                                                |                                                    |
| 2.                                                 | Timo Mäkinen                                       | Henry Liddon                                       | Ford Escort Twin Cam                               | 4:39:58                                            | +3:06                                              |                                                    |
| 3.                                                 | Simo Lampinen                                      | John Davenport                                     | Lancia Fulvia 1.6 Coupé HF                         | 4:40:02                                            | +3:10                                              |                                                    |
| 4.                                                 | Heikki Majander                                    | Jyrki Ahava                                        | Volvo 142                                          | 4:47:08                                            | +10:16                                             |                                                    |
| 5.                                                 | Eero Soutulahti                                    | Pekka Keskitalo                                    | Volvo 142                                          | 4:47:27                                            | +10:35                                             |                                                    |
| 6.                                                 | Jorma Lusenius                                     | Seppo Halme                                        | Renault 8 Gordini                                  | 4:52:25                                            | +15:33                                             |                                                    |
| 7.                                                 | Pertti Kärhä                                       | Timo Alanen                                        | Isuzu 1600 GTR                                     | 4:55:11                                            | +18:19                                             |                                                    |
| 8.                                                 | Veijo Pääkkönen                                    | Martti Tiukkanen                                   | Sunbeam 900                                        | 4:55:49                                            | +18:57                                             |                                                    |
| 9.                                                 | Hannu Valtaharju                                   | Juhani Paalama                                     | Opel RK                                            | 5:02:01                                            | +25:09                                             |                                                    |
| 10.                                                | Esko Nuuttila                                      | Esa Nuuttila                                       | Opel RK                                            | 5:02:54                                            | +26:02                                             |                                                    |